# Балка Коренева
Балка Коренева, Корнева (рос. Б. Корневая; б. Парневая) — балка (річка) в Україні у Новоайдарському районі Луганської області. Ліва притока річки Айдару (басейн Азовського моря).

## Опис
Довжина балки приблизно 4,10 км, найкоротша відстань між витоком і гирлом — 3,92 км, коефіцієнт звивистості річки — 1,05. Формується декількома балками.

## Розташування
Бере початок на північно-західній стороні від села Войтове. Тече переважнона північний захід через село Царівку і на західній околиці села впадає в річку Айдар, ліву притоку Сіверського Дінця.

## Цікаві факти
- У минулому столітті на правому березі балки у селі Деменкове існувало 2 газгольдери та декілька газових свердловин[2].
- Біля витоку балки на східній стороні на відстані приблизно 1,8 км пролягає автошлях Н21[3] (автомобільний шлях національного значення на території України, Старобільськ — Луганськ — Хрустальний — Макіївка — Донецьк. Проходить територією Луганської та Донецької областей.).